# EMoviX
eMoviX – mała dystrybucja Linuksa bazująca na Slackware, startująca z płyty, która zawiera tylko narzędzia potrzebne do odtworzenia filmów nagranych na tym samym nośniku.
Do uruchomienia nagrań wykorzystywany jest program MPlayer, dlatego też możliwe jest odtworzenie wszystkich formatów video i napisów, które on obsługuje. Całość oprogramowania zajmuje jedynie 8 MB, dlatego też reszta może być przeznaczona na materiał video. Do stworzenia płyty eMoviX można wykorzystać MoviXMaker-2 lub K3b.